# Roteirista
Roteirista (português brasileiro) ou guionista (português europeu) (também menos conhecido como argumentista) é o responsável pela elaboração de roteiros ou guiões de filmes (inclusive documentários), programas de televisão, jogos eletrônicos ou HQ/banda desenhada.
O roteirista pode criar uma história original ou adaptar uma obra literária já existente, transpondo-a  para a linguagem do cinema, televisão etc..

## Histórico
| “ | ...tudo começa com o roteirista. | ” |

### Melhores roteiros do cinema norte-americano

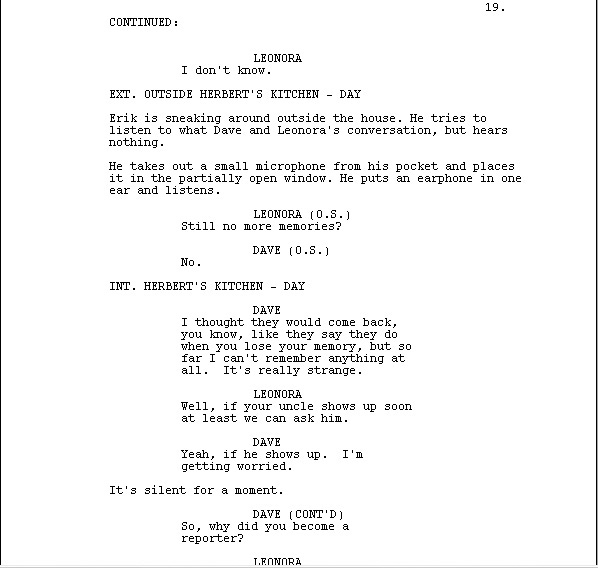
Exemplo de roteiro feito no "estilo americano".

Numa escolha feita em 2006, os membros do Sindicato dos Roteiristas da América selecionaram, dentre mais de mil e quatrocentos filmes, os 101 melhores roteiros.
Os dez melhores roteiros eleitos foram:
1. Casablanca, roteiro adaptado por Julius e Philip Epstein (1942);
2. The Godfather (br: O Poderoso Chefão; pt: O Padrinho), de Mario Puzo e Francis Ford Coppola (1972);
3. Chinatown, de Robert Towne (1974 - dirigido por Roman Polanski);
4. Citizen Kane (br/pt: Cidadão Kane), de Herman J. Mankiewicz e Orson Welles (1941);
5. All About Eve (br: A Malvada / pt: Eva), de Joseph L. Mankiewicz (1950);
6. Annie Hall (br: Noivo Neurótico, Noiva Nervosa / pt: Annie Hall), de Woody Allen e Marshall Brickman (1977);
7. Sunset Boulevard (br/pt: Crepúsculo dos Deuses), de Charles Brackett, Billy Wilder e D.M. Marshman Jr (1950);
8. Network (br: Rede de Intrigas / pt: Escândalo na TV), por Paddy Chayefsky (1976);
9. Some Like It Hot (br/pt: Quanto Mais Quente Melhor), história de Robert Thoeren e Michael Logan e roteiro por Billy Wilder e I. A. L. Diamond (1959);
10. The Godfather: Part II (br: O Poderoso Chefão II; pt: O Padrinho: Parte II), de Mario Puzo e Francis Ford Coppola (1974).

Os roteiristas que tiveram mais filmes escolhidos entre os cento e um nomeados, com quatro cada um, foram Woody Allen, Francis Ford Coppola e Billy Wilder. Com três nomeações cada ficaram Charlie Kaufman, William Goldman e John Huston.

### Movimentos paredistas em Hollywood
No ano de 1988 uma greve de roteiristas gerou um prejuízo de quinhentos milhões de dólares à indústria filmográfica.
No dia 5 de novembro de 2007 o sindicato dos roteiristas dos Estados Unidos -  Writers Guild of America (WGA) - entrou em greve por tempo indeterminado, prejudicando as gravações de filmes e seriados televisivos como Lost, 24 Horas e Lei & Ordem.
Dentre as reivindicações estavam a participação maior nos lucros da venda de filmes em DVDs e na internet e novos meios de mídia. Após cem dias de paralisação, os prejuízos estimados foram de cerca de dois bilhões de dólares - 733 milhões das despesas diretas e 1,3 bilhão de perdas na prestação de serviços. A greve chegou mesmo a ameaçar a realização do Oscar 2008.
No dia 13 de fevereiro de 2008 finalmente o sindicato celebrou um acordo com a Aliança de Produtores de Cinema e Televisão (AMPTP), pondo fim à paralisação com a vitória da categoria.

## No Brasil[4][5]
Segundo o escritor Robert McKee, que trabalha como consultor de roteiros em Hollywood, durante visita ao Brasil como palestrante, em maio de 2010, o país não possui escritores para o cinema. Os bons filmes que eventualmente são feitos no país são em geral adaptações de romances, e a categoria é desunida por não possuir um sindicato que promova sua união. Questionado sobre o financiamento oficial à produção cinematográfica, McKee (especialista, autor da obra teórica sobre o tema - "Story") revelou desconhecer a situação local, mas citou o exemplo suíço, que também possui o financiamento estatal e não produz filmes sobre o "corrupto sistema bancário" do lugar. Acentuou, ainda, que os roteiristas brasileiros ou são "covardes", se estiverem submissos ao sistema político, ou "preguiçosos", por não lutarem por financiamento privado.
Alguns filmes brasileiros (longas) cujos roteiros foram bem recebidos: Cidade de Deus (2002) de Fernando Meirelles, Tropa de Elite (2008) de José Padilha, ambos escritos por Bráulio Mantovani.